# Nasir Imanguliyev
Nasir Imanguliyev, né le 22 décembre 1911 à Bakou et mort le 7 mars 1998 dans la même ville, est un journaliste, scientifique et personnalité publique de l'Azerbaïdjan. 
En 2011, selon l'ordre du Président d'Ilham Aliyev, un cycle de manifestations était consacré au centenaire de Nasir 
Imanguliyev.

## Biographie
Nasir Imanguliyev est né le 22 décembre 1911 à Bakou. Il publie ses premiers travaux alors qu'il est étudiant. À partir de ses années d'études, il travaille dans les rédactions des journaux Kommunist, Yeni yol (Nouvelle voie) et Gənc işçi (Jeune travailleur). En 1942, pendant la Seconde Guerre mondiale, il est envoyé au front en Crimée et travaille comme secrétaire exécutif du journal Vuruşan Krım (La Crimée en combat) et traducteur dans une unité militaire. Un an plus tard, il devient secrétaire du journal Kommunist où il publie des articles patriotiques.
Il est le père d'une fille unique - Aïda Imanguliyeva - spécialiste en études orientales. Aïda Imanguliyeva est la mère de Mehriban Aliyeva - Première Dame de l'Azerbaïdjan - et de l'académicienne Narguiz Pachayeva.

### Activités après la guerre
En 1947 il devient enseignant à l'université d'État de Bakou[réf. nécessaire].
Il est fondateur du journal Bakı en 1958. En 1963, le journal Баку (Bakou) dont il est le rédacteur en chef est publié en russe pendant plusieurs années. Ces journaux étaient d'une grande importance dans le développement de la presse azerbaïdjanaise dans les années 1960-1970. 

## Distinctions
- Certificat d'honneur du Soviet suprême de la RSS d'Azerbaïdjan délivré en 1971
- Titre honorifique de « Travailleur culturel honoré de la RSS d'Azerbaïïdjan »
- Titre du « Journaliste honoré de la RSS d'Azerbaïdjan »